# Сигма (телеканал, Мариуполь)
Сигма (укр. Сігма) — бывший украинский региональный телевизионный канал.
Вещание круглосуточное, велось с мариупольской телевышки на 28 ТВК. Мощность передатчика 1000 Ватт.
Телеканал транслировал около 14 авторских программ собственного производства, а также ретранслировал программы других телеканалов.
Количество работников — 40 человек (по состоянию на 2010 год).

## История канала
Телеканал был создан в качестве муниципального 19 мая 1992 года и стал первым мариупольским телеканалом. В эфире транслировались художественные фильмы, музыкальные передачи; дважды в неделю выходили и выпуски новостей.
В 2006 году был приобретён новый передатчик.
В 2008 году происходит продажа части акций из частного владения во владение Метинвест-Холдинга.
C ноября 2011 года осуществлял эфирное цифровое вещание в формате DVB-Т2.
В 2012 году в результате реструктуризации активов вошёл в состав «Медиа Группы Украина».
В июне 22-го года в связи с взятием под контроль Мариуполя Россией, телевещание прекратилось.

## Программы собственного производства
- "Зеркало" - информационная программа,  визитная карточка телеканала «Сигма». Со вторника по пятницу выходит программа «Зеркало», а в воскресенье  информационно-аналитическая «Зеркало недели». Это  репортажи об общественно-политических событиях, спортивных  и зрелищных мероприятиях в Мариуполе и близлежащих населенных пунктах, которые вызывают  повышенный интерес телезрителей.
- «Мариуполь. Былое» - это программа С. Бурова которая вот уже более 20 лет регулярно выходит на телеканале «Сигма» по субботам, повтор – во вторник. Она носит образовательный характер и направлена на популяризацию истории и культуры. «Мариуполь. Былое» - это история нашего города и Приазовья, рассказы о старинных зданиях, улицах, площадях. Программа включает в себя несколько циклов: «Жизнь замечательных мариупольцев», «Мариуполь в Великой Отечественной войне», «Кальмиусская паланка запорожских казаков», «Театр в Мариуполе», «Мариуполь литературный», «Архип Куинджи - наш земляк», «Мариупольские художники», «Мариуполь глазами художников» и многие другие.
- "Выход есть" - это социальный проект, который затрагивает сложные, порой даже тупиковые ситуации, из которых казалось бы выхода нет. Но выход есть!  Наш телеканал совместно с жителями города Мариуполя борется с пьянством, курением и наркозависимостью в молодежной среде. Наше будущее, контрольная закупка, герой дня, жить по-новому и интересно – вот главные тезисы этой программы.
- "Грани" - эта информационная программа, которая содержит  интервью, комментарии или точку зрения спикера об острых и актуальных  для мариупольцев проблемах.
- «Новый взгляд на ЖКХ» - программа о реформах, развитии, достижениях и проблемах жилищно-коммунальной отрасли.
- "Поможем вместе" - это социальная программа, которая появилась на нашем телеканале относительно недавно. А причиной её появления послужило наличие большого  количества переселенцев из-за военного конфликта в Донбассе. В программе представлена правовая помощь внутренне переселенным лицам, программы  реабилитации для взрослых и детей, а также реальные истории людей, которые смогли получить помощь и начать новую жизнь.
- "Диалог по пятницам" - это программа, которая выходит по пятницам в прямом эфире в формате диалога с руководством Мариупольского городского совета и её исполнительными органами. Программа предусматривает интерактивное общение телезрителей с гостями студии.
- "Актуальный разговор" - это программа в прямом эфире с руководителем комбината «Азовсталь» группы «Метинвест».
- "Гость студии" - это всегда беседа на самые важные, актуальные, животрепещущие темы с гостями из разных отраслей и сфер деятельности в прямом эфире, где каждый телезритель может задать интересующие его вопросы.
- "Телемагазин" - это 15 минутная передача, в которой рекламируются товары и услуги.  Все объявления в программе структурированы по таким направлениям: «Автосалон», «Биржа труда», «Бюро находок», «Недвижимость», «Разное», «Услуги». «Телемагазин» выходит в эфир ежедневно 2 раза утром и 3 раза вечером.
- "Частные объявления" - это трансляция по будням объявлений под музыкальное сопровождение в утреннем эфире телеканала «Сигма».
- "Прогноз погоды" - это программа с телеведущей, в которой представлены данные метеорологических центров по следующим населенным пунктам: Киев, Донецк, Мариуполь, Бердянск, Мангуш,  Волноваха и Новоазовск.
- "Есть повод" - это ежедневная программа поздравлений в музыкально-развлекательном жанре.  С нашей помощью любой желающий может ярко и незабываемо поздравить своих родных и близких с днем рождения или другим знаменательным событием.
- "Спортивная арена" - еженедельная 20 минутная аналитическая спортивная программа.